# Межигори
Межиго́ри — село в Україні, у Золочівському районі Львівської області. Відстань до Бродів становить 40 км, що проходить автошляхом місцевого значення. Відстань до найближчої залізничної станції Броди — 40 км.
Села Межигори, Батьків, Лукавець, Звижень раніше були підпорядковані Батьківській сільській раді Населення — 171 особа..

## Релігія
1992 року в селі споруджена дерев'яна церква Пресвятої Трійці. Церква знаходиться у користуванні релігійної громади УГКЦ парафії Пресвятої Трійці. Статут громади зареєстровано розпорядженням голови Львівської обласної ради народних депутатів від 10.07.1995 року № 492. Чисельність парафії — 80 вірян. Парохом церкви є о. Василь Гершон.